# Zadnia Bednarzowa Ławka
Zadnia Bednarzowa Ławka (niem. Breitkammscharte, słow. Zadná Bednárova lávka, węg. Elülső-Bednarz-rés) – jedna z licznych przełęczy w Grani Hrubego w słowackich Tatrach Wysokich. Oddziela Bednarzową Kopkę na południowym wschodzie od Pośredniej Bednarzowej Turni na północnym zachodzie. Do dna Niewcyrki opada z niej piarżysto-trawiaste zbocze. Po stronie Doliny Hlińskiej odcinek grani pod przełęczą tworzą gładkie i równoległe płyty w dolnej prawej części (patrząc od dołu) kończące się w północnej depresji Pośredniej Bednarzowej Ławki. Z najniższej z nich (i zarazem największej) opada Komin Psotki. 
Zadnia Bednarzowa Ławka to położona najdalej na południowy wschód z trzech Bednarzowych Ławek (pozostałe to Pośrednia Bednarzowa Ławka i Skrajna Bednarzowa Ławka), których nazwy – podobnie jak nazwy Bednarzowych Turni – upamiętniają Wojciecha Bednarza – przewodnika zasłużonego dla poznania masywu Hrubego Wierchu. Nadał je Witold Henryk Paryski w 8. tomie przewodnika wspinaczkowego w 1956 r.

## Taternictwo
Pierwszego wejścia na Zadnią Bednarzową Ławkę (podczas przechodzenia Grani Hrubego) dokonali Józef Bajer, Stanisław Konarski i Ignacy Król 4 sierpnia 1906 r. Jej siodło nie jest dostępne żadnymi znakowanymi szlakami turystycznymi, mają na nie dostęp jedynie taternicy. Możliwe jest przejście granią i wspinaczka od strony Doliny Hlińskiej. Niewcyrka jest obszarem ochrony ścisłej Tatrzańskiego Parku Narodowego i obowiązuje zakaz wstępu do niej.
1. Wprost od południowego zachodu; dołem I w skali tatrzańskiej, miejsce II, górą 0+, czas przejścia 30 min
2. Od południowego zachodu, z Niewcyrki; 0+, 1 godz.
3. Z Doliny Hlińskiej północną depresją; V, 6 godz.[3]

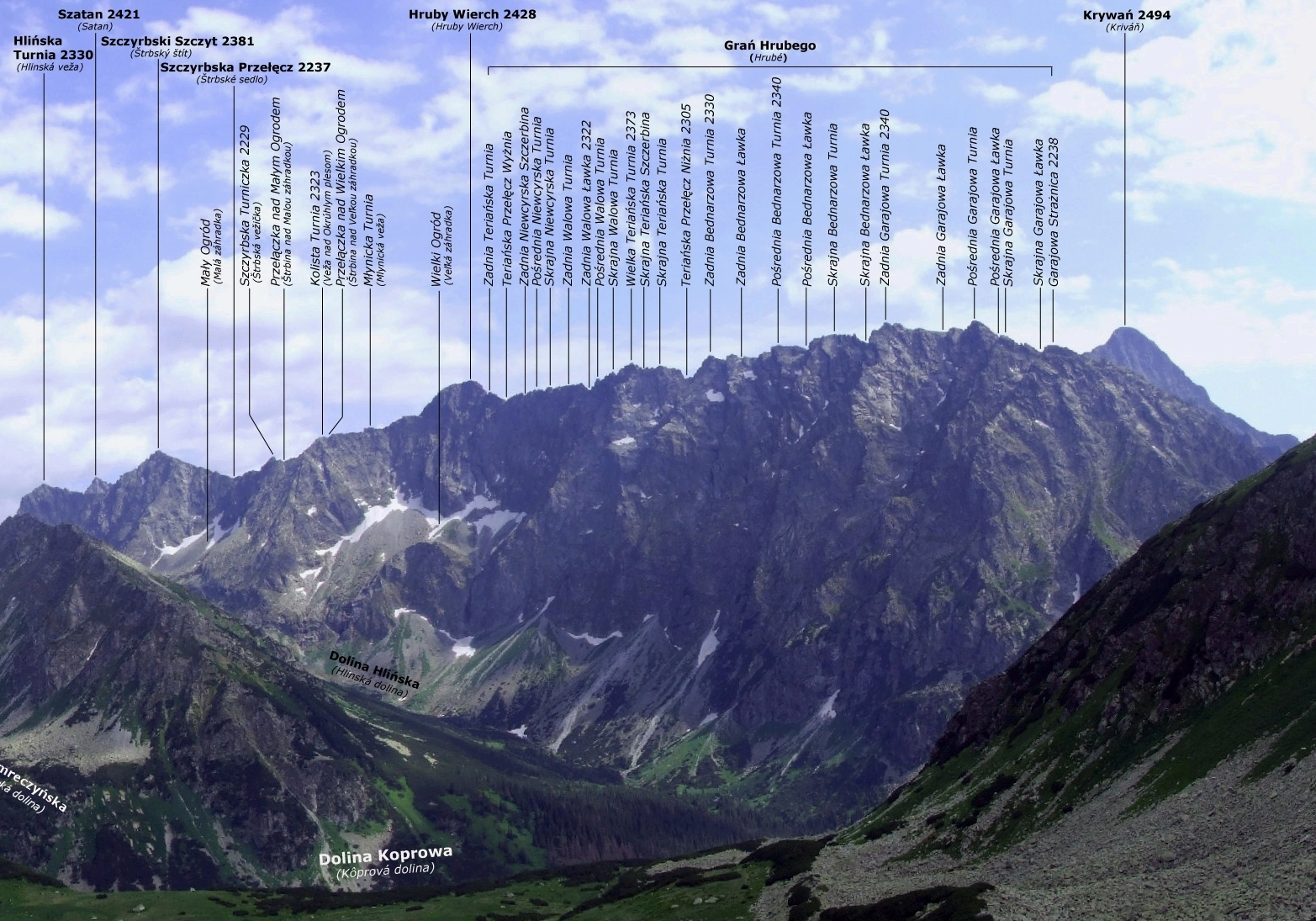
Widok z Zaworów
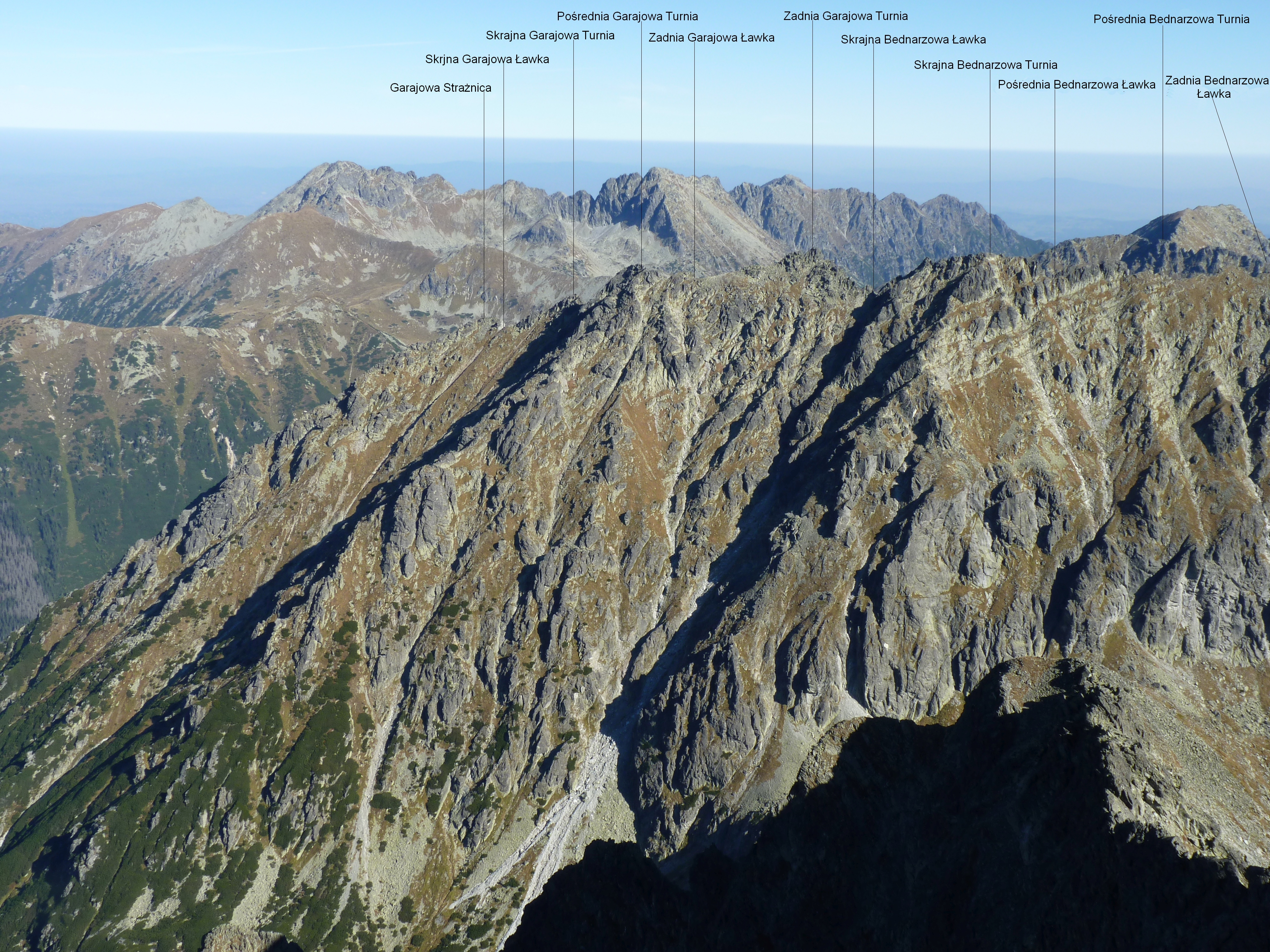
Widok z Krywania